# WxPython
wxPython ist ein Wrapper des GUI-Toolkits wxWidgets für die Programmiersprache Python. Die Verwendung ist fast identisch mit der der C++-Version. wxPython stellt eine Alternative zu Tkinter dar, das zum Pythonpaket gehört und auf der Tk-API basiert. Wie Python und wxWidgets ist wxPython quellcodeoffen und plattformunabhängig.

## Beispiel
Dieses Programm erzeugt ein Fenster mit dem Text "Hallo Welt!"
```
#!/usr/bin/env python

import
 
wx

class
 
TestFrame
(
wx
.
Frame
):

    
def
 
__init__
(
self
,
 
parent
,
 
title
):

        
wx
.
Frame
.
__init__
(
self
,
 
parent
,
 
wx
.
ID_ANY
,
 
title
=
title
)

        
text
 
=
 
wx
.
StaticText
(
self
,
 
label
=
"Hallo Welt!"
)

app
 
=
 
wx
.
App
(
0
)

frame
 
=
 
TestFrame
(
None
,
 
"Ein kleines Beispiel"
)

frame
.
Show
()

app
.
MainLoop
()

```

## Projekt Phoenix
Project Phoenix, das 2010 begann, ist ein Versuch, die wxPython-Implementierung zu bereinigen und sie dabei mit Python 3 kompatibel zu machen. Dieses Projekt ist eine neue Implementierung von wxPython, die sich auf die Verbesserung der Geschwindigkeit, Wartbarkeit und Erweiterbarkeit konzentriert.
Genau wie "Classic" wxPython umschließt es das wxWidgets C++-Toolkit und bietet Zugriff auf die Benutzeroberflächenteile der wx-API, wodurch Python-Anwendungen eine grafische Benutzeroberfläche auf Windows-, Mac- oder Unix-Systemen mit einem nativen Look & Feel und erfordert sehr wenig, wenn überhaupt, plattformspezifischer Code.

## wxPython-basierende Programme
- BitTorrent, ist ein Programm für Filesharing über das BitTorrent-Protokoll
- Dropbox, Online-Speicher/Datensynchronisierungsdienst
- PlayOnLinux[6] und PlayOnMac,[7] grafische Konfigurationsprogramme für Wine mit dem Fokus auf Spielen
- GRASS GIS, ein freies Open-Source-Geo-Informationssystem
- Google Drive, Desktop-Client-Anwendung für Googles cloud-basierendes Speichersystem.[8]